# Morning Dew (album av Høgni Lisberg)
Morning Dew är Høgni Lisbergs andra soloalbum, släppt 2005 på Tutl. Albumet mixades av Óli Poulsen och producerades av Jens L. Thomsen (känd från bandet Clickhaze).

## Låtlista
1. "Morning Dew" - 2:57
2. "Just Dig" - 2:57
3. "Stargazers" - 4:52
4. "Love Letters" - 4:02
5. "The Beauty of it All" - 2:44
6. "Learn to Ride on Waves" - 4:30
7. "All Along the Watchtower" - 4:59
8. "Desert" - 2:44
9. "Léla" - 2:39
10. "Stand by My Side" - 3:21
11. "How Many Times" - 2:40
12. "Rise and Shine" - 3:45